# Thamnium filiferum
Thamnium filiferum là một loài rêu trong họ Neckeraceae. Loài này được (Mitt.) Kindb. mô tả khoa học đầu tiên năm 1902.